# 못 (영화)
《못》은 2014년에 개봉한 대한민국의 영화이다.

## 캐스팅
- 호효훈 : 김현명 역
- 강봉성 : 허성필 역
- 이바울 : 김두용 역
- 변준석 : 박건우 역
- 김원희 : 허경미 역
- 김유리 : 정혜 역
- 이채영 : 진경 역
- 김미경 : 현명엄마 역
- 장명갑 : 현명아빠 역
- 배진만 : 건우아빠 역
- 손영순 : 두용할머니 역
- 양지웅 : 담임선생님 역
- 김평삼 : 학생주임 역
- 조용완 : 평식이형 역
- 김병준 : 도박장주인 역
- 이수지 : 반장 역